# ابونصر عضد
ابونصر عضد قاجار (تولد ۱۲۹۱ تهران  - مرگ ۱۳۷۸شمسی) بازرگان، عضو اتاق بازرگانی تهران، نایب رئیس  اتاق بازرگانی، صنایع و معادن ایران

## زندگی‌نامه
ابونصر عضد در سال ۱۲۹۱ ش در تهران متولد شد. ابونصر فرزند ابوالفضل میرزا عضدالسلطان و نوه‏  مظفرالدین‌شاه قاجار و مادرش خانم دفترالملوک فرزند میرزا هدایت‌الله وزیر دفتر نواده عباس میرزا نایب‌السلطنه بود.  تحصیلات ابتدایی و متوسطه را در تهران به اتمام رسانید و تحصیلات عالی خود را در فرانسه در رشته ‏ کشاورزی در مدرسه ‏ عالی مون‌پلیه و دانشگاه دیژون گذرانید و درجه  مهندسی گرفت و در وزارت کشاورزی استخدام شد. 
ابونصر عضد بعد از شهریور ۱۳۲۰ فعالیت سیاسی خود را آغاز کرد و چندی عضویت حزب تودهٔ ایران را پذیرفت. پس از چندی از این رویه روی برگرداند.

## مشاغل و مناصب
از اهم مشاغل: وی مدیر کل سازمان جنگلبانی بود.  چندی هم بازرس ویژه‏ نخست‌وزیری شد. عضد از ۱۳۳۲ مشاغل دولتی را رها کرد و در بخش خصوصی به فعالیت پرداخت و به صنعت قندسازی روی آورد. ابتدا کارخانه تصفیه شکر اهواز را بنیان نهاد و بعد قند دزفول را احداث کرد. وی در خوزستان طرح چغندرکاری زمستانه را دائر نمود و بعد قند دزفول را احداث کرد. وی در خوزستان طرح چغندرکاری زمستانه را دائر نمود که این کار ابتکاری و سوددهنده بود. ابونصر عضد به مناسبت مدیریت کارخانجات قند در بنیانگذاری اتاق صنایع و معادن ایران تلاش بسیاری نمود و پس از تأسیس اتاق، سالیانی چند نایب‌رئیس آن بود. ابونصر عضد در بانك اعتبارات ایران که فرانسوى‏‌ها هم مشارکت داشتند، از سهامداران عمده بود و مدتی عضویت هیئت‌مدیره بانك را برعهده داشت و در ۱۳۵۵ به ریاست هیئت‌مدیره و مدیرعاملی بانك مزبور انتخاب گردید. وی عضو اتاق بازرگانی تهران و در سال ۱۳۴۱ از اعضای هیئت مؤسس  اتاق صنایع و معادن بود، همچنین در سندیکای قندسازان نیز عضویت داشت.  

## مرگ
ابونصر عضد در سال ۱۳۷۸ در اروپا درگذشت. وی قبل از مرگ کتاب «بازنگری در تاریخ قاجاریه و روزگار آنان» را منتشر کرد.